# Meyerophytum
Genre
Classification phylogénétique
Meyerophytum Schwantes est un genre de plante de la famille des Aizoaceae.
Meyerophytum Schwantes, in Möller's Deutsche Gärtn.-Zeitung 42: 436 (1927)
Type : Meyerophytum meyeri (Schwantes) Schwantes (Mitrophyllum meyeri Schwantes)

## Liste des espèces
- Meyerophytum globosum (L.Bolus) Ihlenf.
- Meyerophytum meyeri Schwantes
- Meyerophytum microstigma (L.Bolus) L.Bolus
- Meyerophytum primosii (L.Bolus) L.Bolus